# Rock the Vote
Rock the Vote ist eine US-amerikanische Non-Profit-Organisation, die insbesondere junge Menschen in den Vereinigten Staaten für Politik sensibilisieren und sie zur Partizipation an Wahlen animieren möchte. Dazu nutzt die Organisation moderne Medien und setzt in Werbespots und Großveranstaltungen wie bspw. Musikkonzerten auf populäre Unterstützer.

## Hintergrund
Die Vereinigung gründete sich 1990 in Los Angeles, um den Trend der seit den 1970er Jahren rückläufigen Zahl an jungen Wählern bei landesweiten Wahlen zu bremsen. Bereits bei der Präsidentschaftswahl 1992 registrierten sich mehr junge Leute als bei den Vorgängerwahlen. Für die Kampagne erhielten Propaganda Films und die Fox Broadcasting Company den Peabody Award.
Vor der Präsidentschaftswahl 1996 etablierte die Organisation Möglichkeit zur Wahlregistratur und richtete hierfür speziell die Telefonnummern 1-800-REGISTER bzw. 1-800-ROCK-VOTE ein. Zudem wurde mit NetVote ’96 erstmals ein Onlineportal eingerichtet, das – unter anderen Namen – in den folgenden Jahren zu einer bedeutendsten Möglichkeit der Registratur ausgebaut wurde.
In Zusammenarbeit mit großen TV-Kanälen wie MTV und CNN organisierte der Veranstalter in den folgenden Jahren regelmäßig Veranstaltungen und Diskussionsrunden mit Politikern. 2000 startete die Organisation in Zusammenarbeit mit Russell Simmons die Kampagne Rap the Vote.
Im Anschluss an die Präsidentschaftswahl 2004 geriet die Organisation in finanzielle Probleme, konnte sich aber in den folgenden Jahren wieder stabilisieren.

## Kritik
Die Unparteilichkeit der Organisation steht regelmäßig zur Diskussion. Viele der in den Veranstaltungen von Rock the Vote auftretenden Künstler engagieren sich teilweise offen für die Demokratische Partei. Im Vorfeld der Präsidentschaftswahl 2004 traten beispielsweise Pearl Jam oder die Dixie Chicks parallel auch bei der Kampagne Vote for Change auf, die zu einem Regierungswechsel aufrief und Präsidentschaftskandidat John Kerry unterstützte.
2004 versendete die Organisation zudem E-Mails, in denen unter Verwendung des Logos des Verteidigungsministeriums und dem Verweis auf das Selective Service System zu einer entsprechenden Meldung am Wahltag aufgerufen wurde. Dies wurde von konservativen Kritikern als missleitende Kampagne zur Ängstigung junger Männer vor einer Einberufung in die Armee aufgefasst. Auch bei der Präsidentschaftswahl 2008 kam analoge Kritik auf, als Publikationen als einseitig empfunden wurden. Zudem war Hans Riemer, der 2007 die Leitung der Organisation übernommen hatte, im Laufe des Jahres 2008 in das Organisationskomitee der Kampagne für Barack Obama gewechselt.